# Halowe Mistrzostwa Polski Seniorów w Lekkoatletyce 1956
Nieoficjalne Zimowe Mistrzostwa Polski Seniorów w Lekkoatletyce – zawody sportowe, które rozegrano 21 i 22 stycznia 1956 w Warszawie. Anonsowane w prasie jako zimowe mistrzostwa Polski, ostatecznie nie są uznane przez Polski Związek Lekkiej Atletyki za oficjalne; nazywa się je w literaturze przedmiotu ogólnopolskim zawodami centralnymi. W związku z tym pomija się je w oficjalnej numeracji halowych mistrzostw Polski.
Odbyły się w hali Akademii Wychowania Fizycznego w Warszawie. W programie zawodów pominięto biegi średnie i długie, natomiast na stadionie AWF rozegrano rzut dyskiem i rzut młotem. Uczestnicy mistrzostw pobili siedem halowych rekordów Polski (dwukrotnie dwóch zawodników biło rekord tym samym wynikiem w tej samej konkurencji – na 80 m kobiet i mężczyzn – zatem rekordzistów było dziewięciu). Poza mistrzami Polski rekordy te pobili również Marian Foik (8,6 i II miejsce na 80 m), Barbara Lerczak i Halina Richter (obie 9,9 w półfinałowych biegach na 80 m)
Kolejne zawody tej rangi rozegrano dopiero w 1973.

## Rezultaty

### Mężczyźni
| Konkurencja:              | 1. miejsce                             | Rezultat  | 2. miejsce                          | Rezultat | 3. miejsce                             | Rezultat |
| Bieg na 80 m              | Janusz Jarzembowski CWKS Warszawa      | 8,6       | Marian Foik CWKS Warszawa           | 8,6      | Edward Szmidt Górnik Zabrze            | 8,7      |
| Bieg na 80 m przez płotki | Edward Bugała Kolejarz Stalinogród     | 10,9 HRP  | Stanisław Kardaś CWKS Warszawa      | 11,0     | Wiesław Król Budowlani Chorzów         | 11,0     |
| Chód na 10 km             | Jerzy Hausleber AZS Gdańsk             | 49:36,0   | Franciszek Szyszka AZS Gdańsk       | 50:04,2  | Zygmunt Matusiak CWKS Bydgoszcz        | 51:12,4  |
| Skok wzwyż                | Zbigniew Lewandowski Budowlani Wrocław | 1,85      | Józef Cecuła Budowlani Gdańsk       | 1,85     | Zbigniew Gibez Start Bielsko           | 1,80     |
| Skok o tyczce             | Zbigniew Janiszewski Kolejarz Kraków   | 4,35 HRP  | Edward Adamczyk Gwardia Wrocław     | 4,20     | Andrzej Krzesiński Sparta Gdańsk       | 3,90     |
| Skok w dal                | Kazimierz Kropidłowski Spójnia Gdańsk  | 6,96      | Zbigniew Mroczyński CWKS Bydgoszcz  | 6,93     | Jan Schinke AZS Wrocław                | 6,93     |
| Trójskok                  | Ryszard Malcherczyk CWKS Warszawa      | 14,54 HRP | Zygfryd Weinberg CWKS Bydgoszcz     | 14,25    | Stanisław Chmielewski Polonia Warszawa | 13,97    |
| Pchnięcie kulą            | Józef Auksztulewicz CWKS Bydgoszcz     | 15,13     | Tadeusz Krzyżanowski Spójnia Gdańsk | 15,07    | Eugeniusz Kwiatkowski CWKS Bydgoszcz   | 14,91    |
| Rzut dyskiem              | Edmund Piątkowski Łódzki Klub Sportowy | 47,28     | Tadeusz Andrzejczyk CWKS Warszawa   | 46,31    | Mieczysław Łomowski Gwardia Gdańsk     | 44,66    |
| Rzut młotem               | Tadeusz Rut Odra Wrocław               | 57,31     | Stefan Kowalik CWKS Warszawa        | 51,04    | Kazimierz Kunat CWKS Warszawa          | 50,53    |

### Kobiety
| Konkurencja:              | 1. miejsce                          | Rezultat | 2. miejsce                           | Rezultat | 3. miejsce                         | Rezultat |
| Bieg na 80 m              | Barbara Lerczak AZS Kraków          | 10,0     | Halina Richter Budowlani Chorzów     | 10,0     | Teresa Kownacka Budowlani Warszawa | 10,3     |
| Bieg na 80 m przez płotki | Barbara Gaweł Warta Poznań          | 12,0     | Janina Słowińska CWKS Bydgoszcz      | 12,0     | Elżbieta Wagner Lechia Gdańsk      | 12,1     |
| Skok wzwyż                | Róża Toman Budowlani Chorzów        | 1,55 HRP | Stefania Furmaniak Budowlani Chorzów | 1,45     | Anna Koralewska Gwardia Bydgoszcz  | 1,45     |
| Skok w dal                | Elżbieta Krzesińska Spójnia Gdańsk  | 5,83 HRP | Barbara Legawiec Włókniarz Sosnowiec | 5,35     | Krystyna Kowolik Unia Chorzów      | 5,30     |
| Pchnięcie kulą            | Eugenia Rusin Gwardia Gdańsk        | 13,36    | Urszula Figwer AZS Kraków            | 13,27    | Szarlotta Krauczyk Górnik Zabrze   | 12,22    |
| Rzut dyskiem              | Wiesława Sankowska Polonia Warszawa | 41,27    | Cecylia Lorencik AZS Gdańsk          | 39,93    | Helena Kozłowska Start Warszawa    | 39,15    |